# Camerano-Aspio
Camerano-Aspio (wł. Stazione di Camerano-Aspio) – przystanek kolejowy w Camerano, w prowincji Ankona, w regionie Marche, we Włoszech. Znajduje się na linii Adriatica (Ankona – Lecce).
Według klasyfikacji RFI ma kategorię brązową.

## Linie kolejowe
- Adriatica